# Jüdische Gemeinde Hagenbach
Die Jüdische Gemeinde in Hagenbach, einer französischen Gemeinde im Département Haut-Rhin im Elsass, bestand seit dem 18. Jahrhundert.

## Geschichte
Die jüdische Gemeinde besaß eine Synagoge, eine jüdische Schule und ein rituelles Bad (Mikwe). 1844 kam die jüdische Gemeinde Hagenbach bei der Schaffung der Rabbinatsbezirke zum Rabbinat Altkirch. Die Gemeinde hatte im 19. Jahrhundert einen Lehrer angestellt, der zugleich als Vorbeter und Schochet tätig war. 
Um 1846 erreichte die jüdische Gemeinde in Hagenbach ihre höchste Mitgliederzahl. Durch Abwanderung in die Städte verkleinerte sich die Gemeinde bis auf sieben Mitglieder im Jahr 1910.

## Gemeindeentwicklung
| Jahr | Gemeindemitglieder |  |
| ---- | ------------------ |  |
| 1780 | 67                 |  |
| 1825 | 90                 |  |
| 1846 | 182                |  |
| 1861 | 116                |  |
| 1885 | 37                 |  |
| 1910 | 7                  |  |